# نورية يمينة زرهوني
نورية يمينة زرهوني (بخط التيفيناغ: ⵏoⵓⵔⵉⴰ ⵢⴰⵎⵉⵏⴰ ⵣⴻⵔⵀoⵓⵏⵉ) هي إدارية ووالية وسياسية جزائرية.

## الدراسة
التحقت نورية يمينة زرهوني بالمدرسة العليا للإدارة الجزائرية خلال عام 1975م بعد نجاحها في مسابقة الدخول.
وتخرجت بعد ذلك من هذه المدرسة العليا خلال عام 1979م ضمن الدفعة الثانية عشر ضمن تخصص الإدارة العامة.

## المسار الإداري
تم توظيف نورية يمينة زرهوني في إدارة ولاية تلمسان خلال عام 1979م مباشرة بعد تخرجها من المدرسة العليا للإدارة الجزائرية.
واستمرت في منصب إدارية مدة خمس سنوات إلى غاية عام 1984م حين تم تعينها في منصب مديرة العمل والإحصائيات في ولاية تلمسان إلى غاية عام 1986م.
وكانت نورية قد سجلت نفسها أثناء بداية مسارها المهني في كلية الحقوق ضمن جامعة أبي بكر بلقايد لتتحصل على شهادة القانون خلال عام 1985م.
وشغلت يمينة خلال الفترة الممتدة من 1989م إلى غاية 1999م عدة مناصب إدارية كمفتشة، ورئيسة مصلحة تنقل الأشخاص، ومديرة الوسائل والإدارة العامة، وأمينة عامة.

## المسؤوليات
تم تعيين نورية يمينة زرهوني في منصب أمينة عامة في ولاية وهران ابتداء من عام 1997م.
واستمرت في هذا المنصب كأمينة عامة عاما واحدا إلى غاية تاريخ 22 أوت 1999م.
ثم تم تعيينها في منصب والية في ولاية تيبازة ابتداء من تاريخ 22 أوت 1999م.
واستمرت في هذا المنصب كوالية خمسة أعوام إلى غاية تاريخ 17 أوت 2004م.
ثم تم تعيين نورية يمينة زرهوني في منصب والية في ولاية مستغانم ابتداء من تاريخ 17 أوت 2004م.
واستمرت في هذا المنصب كوالية ستة أعوام إلى غاية تاريخ 30 سبتمبر 2010م.
ثم تم تعيينها في منصب والية في ولاية عين تموشنت ابتداء من تاريخ 30 سبتمبر 2010م.
واستمرت في هذا المنصب كوالية أكثر من سنة إلى غاية تاريخ 5 ماي 2014م.
وتم تعيينها ضمن حكومة سلال الثالثة في منصب وزيرة مكلفة بوزارة السياحة الجزائرية ابتداء من تاريخ 5 ماي 2014م.
ثم تم تعيين نورية يمينة زرهوني في منصب والية في ولاية بومرداس ابتداء من تاريخ 22 جويلية 2015م · .
واستمرت في هذا المنصب أكثر من سنة إلى غاية تاريخ 5 أكتوبر 2016م · .